# Amis pour la vie (film, 2013)
Pour les articles homonymes, voir Amis pour la vie.
Ne doit pas être confondu avec You Are Here.
Pour plus de détails, voir Fiche technique et Distribution.
Amis pour la vie (Are You Here) est une comédie américaine écrite et réalisée par Matthew Weiner, sorti en 2013. C'est sa première réalisation.
Il est présenté lors du Festival international du film de Toronto 2013.

## Synopsis
Steve Dallas est présentateur météo sur une chaine câblée locale. Vivant comme un adolescent, il passe son temps libre avec son meilleur ami, Ben, à fumer et à boire. Mais le père de Ben meurt : il devient alors propriétaire du magasin familial, d'une maison de campagne et de millions de dollars aux dépens de sa sœur, qui elle n'a rien obtenu. Dès lors, Ben et Steve s'interrogent sur leur âge adulte et la fin de l'enfance...

## Fiche technique
- Titre original : Are You Here
- Titre français : Amis pour la vie
- Réalisation et scénario :Matthew Weiner
- Direction artistique : David Morong
- Décors : Carla Curry
- Costumes : Wendy Chuck
- Montage : Christopher Gay
- Musique : David Carbonara
- Photographie : Chris Manley
- Production : Gary Gilbert, Scott Hornbacher, Jordan Horowitz et Matthew Weiner
- Sociétés de production : Gilbert Films
- Sociétés de distribution : VVS Films
- Pays de production :  États-Unis
- Budget :
- Langue originale : anglais
- Durée : 112 minutes
- Format : couleur
- Genre : comédie
- Dates de sortie :
  - États-Unis : 7 septembre 2013 (Festival international du film de Toronto 2013) ; 22 août 2014 (sortie nationale)
  - France : 12 septembre 2017 (DVD)

## Distribution
- Owen Wilson (VF : Philippe Allard ; VQ : Antoine Durand) : Steve Dallas
- Zach Galifianakis (VF : Sébastien Hébrant ; VQ : Louis-Philippe Dandenault) : Ben Baker
- Amy Poehler (VF : Delphine Moriau ; VQ : Marika Lhoumeau) : Terri Baker
- Laura Ramsey (VF : Maia Baran) : Angelina
- Alana De La Garza (VF : Myriem Akheddiou ; VQ : Nathalie Coupal) : Victoria Riolobos
- Lauren Lapkus : Delia Shepard
- Paul Schulze (VF : Michelangelo Marchese ; VQ : Yves Soutière) : Dave Lonergan
- Greg Cromer : Kyle Robertson
- Edward Herrmann (VF : François Hauwaert) : Dr Vincent
- Jenna Fischer : Alli
- David Selby (VF : Daniel Nicodeme)  Karl Stevens
- Peter Bogdanovich : Juge Harlan Plath
- Melissa Rauch : Marie

Source et légende : version française (VF) selon le carton du doublage français.
 Source et légende : version québécoise (VQ) sur Doublage.qc.ca

## Autour du film
- Bradley Cooper et Jennifer Aniston devaient initialement jouer les rôles principaux[2].